# Coupe du monde d'escalade de 2008
Navigation
19e édition 21e édition
La coupe du monde d'escalade 2008 est la 20e coupe du monde d'escalade. Elle s'est tenue du 18 avril au 16 novembre 2008. Elle comporte six épreuves de difficulté, sept de bloc et six de vitesse. La coupe du monde de difficulté est remportée par Jorg Verhoeven et Johanna Ernst, la coupe de bloc est remportée par Kilian Fischhuber et Anna Stöhr, et la coupe de vitesse est remportée par Evgenii Vaitcekhovskii et Edyta Ropek.

## Classement général
| Catégories | Or                         | Or         | Argent          | Argent     | Bronze                   | Bronze     |
| ---------- | -------------------------- | ---------- | --------------- | ---------- | ------------------------ | ---------- |
| Difficulté | Jorg Verhoeven             | 380 points | Tomás Mrázek    | 355 points | Ramón Julián Puigblanque | 321 points |
| Difficulté | Johanna Ernst              | 460 points | Maja Vidmar     | 345 points | Mina Markovic            | 325 points |
| Bloc       | Kilian Fischhuber (3)      | 520 points | David Lama      | 375 points | Dmitrii Sharafutdinov    | 335 points |
| Bloc       | Anna Stöhr                 | 508 points | Akiyo Noguchi   | 381 points | Yulia Abramchuk          | 378 points |
| Vitesse    | Evgenii Vaitsekhovskii (3) | 411 points | Sergei Sinitcyn | 280 points | QiXin Zhong              | 273 points |
| Vitesse    | Edyta Ropek                | 366 points | Olena Ryepko    | 332 points | Svitlana Tuzhylina       | 327 points |
| Combiné    | David Lama                 | 522 points | Jorg Verhoeven  | 489 points | Tomáš Mrázek             | 383 points |
| Combiné    | Akiyo Noguchi              | 587 points | Johanna Ernst   | 507 points | Natalija Gros            | 506 points |

## Étapes
La coupe du monde d'escalade 2008 s'est déroulée du 18 avril au 16 novembre 2008, repartie en quinze étapes comprenant une ou deux disciplines.
| Dates                               | Lieu              | Difficulté | Bloc     | Vitesse  |
| ----------------------------------- | ----------------- | ---------- | -------- | -------- |
| 18 avril 2008-19 avril 2008         | Hall              | -          | X        | -        |
| 27 avril 2008                       | Trente            | -          | -        | X        |
| 2 mai 2008-3 mai 2008               | La Réunion        | -          | X        | -        |
| 30 mai 2008-31 mai 2008             | Grindelwald       | -          | X        | -        |
| 6 juin 2008-7 juin 2008             | Vail              | -          | X        | -        |
| 13 juin 2008-14 juin 2008           | Fiera di Primiero | -          | X        | -        |
| 27 juin 2008-28 juin 2008           | Qinghai           | X          | -        | X        |
| 4 juillet 2008-5 juillet 2008       | Montauban         | -          | X        | -        |
| 12 juillet 2008-13 juillet 2008     | Chamonix          | X          | -        | X        |
| 19 juillet 2008-20 juillet 2008     | Val Daone         | -          | -        | X        |
| 12 septembre 2008-13 septembre 2008 | Berne             | X          | -        | -        |
| 19 septembre 2008-20 septembre 2008 | Imst              | X          | -        | -        |
| 26 septembre 2008-27 septembre 2008 | Puurs             | X          | -        | X        |
| 31 octobre 2008-2 novembre 2008     | Moscou            | -          | X        | X        |
| 15 novembre 2008-16 novembre 2008   | Kranj             | X          | -        | -        |
| Total : 15 étapes                   |                   | 6 étapes   | 7 étapes | 6 étapes |

## Podiums des étapes

### Difficulté

#### Hommes
| Étapes       | Lieu              | Or                            | Argent                   | Bronze                 |
| ------------ | ----------------- | ----------------------------- | ------------------------ | ---------------------- |
| 27 juin      | Qinghai (Chine)   | Tomás Mrázek (10)             | Jakob Schubert           | Sachi Amma             |
| 12 juillet   | Chamonix (France) | Jorg Verhoeven (3)            | Sachi Amma               | Klemen Becan           |
| 12 septembre | Berne (Suisse)    | Paxti Usobiaga Lakunza (4)    | Jorg Verhoeven           | Tomás Mrázek           |
| 19 septembre | Imst (Autriche)   | David Lama (5)                | Ramón Julián Puigblanque | Sean McColl            |
| 26 septembre | Puurs (Belgique)  | Ramón Julián Puigblanque (10) | Tomás Mrázek             | Jorg Verhoeven         |
| 15 novembre  | Kranj (Slovénie)  | Klemen Becan                  | Jorg Verhoeven           | Paxti Usobiaga Lakunza |

#### Femmes
| Étapes       | Lieu              | Or                | Argent        | Bronze          |
| ------------ | ----------------- | ----------------- | ------------- | --------------- |
| 27 juin      | Qinghai (Chine)   | Johanna Ernst     | Natalija Gros | Charlotte Durif |
| 12 juillet   | Chamonix (France) | Johanna Ernst (2) | Angela Eiter  | Mina Markovic   |
| 12 septembre | Berne (Suisse)    | Maja Vidmar (9)   | Johanna Ernst | Olga Shalagina  |
| 19 septembre | Imst (Autriche)   | Mina Markovic     | Johanna Ernst | Maja Vidmar     |
| 26 septembre | Puurs (Belgique)  | Maja Vidmar (10)  | Mina Markovic | Johanna Ernst   |
| 15 novembre  | Kranj (Slovénie)  | Johanna Ernst (3) | Maja Vidmar   | Akiyo Noguchi   |

### Bloc

#### Hommes
| Étapes     | Lieu                       | Or                        | Argent                | Bronze             |
| ---------- | -------------------------- | ------------------------- | --------------------- | ------------------ |
| 18 avril   | Hall (Autriche)            | Kilian Fischhuber (7)     | Dmitrii Sharafutdinov | Daniel Woods       |
| 2 mai      | La Réunion (France)        | David Lama (2)            | Kilian Fischhuber     | Jorg Verhoeven     |
| 30 mai     | Grindelwald (Suisse)       | Dmitrii Sharafutdinov (3) | Kilian Fischhuber     | David Lama         |
| 6 juin     | Vail (États-Unis)          | Kilian Fischhuber (8)     | Gabriele Moroni       | Paul Robinson      |
| 13 juin    | Fiera di Primiero (Italie) | David Lama (3)            | Kilian Fischhuber     | Sean McColl        |
| 4 juillet  | Montauban (France)         | Dmitrii Sharafutdinov (4) | Rustam Gelmanov       | David Lama         |
| 31 octobre | Moscou (Russie)            | Rustam Gelmanov           | Kilian Fischhuber     | Stanislav Kleshnov |

#### Femmes
| Étapes     | Lieu                       | Or                 | Argent                     | Bronze          |
| ---------- | -------------------------- | ------------------ | -------------------------- | --------------- |
| 18 avril   | Hall (Autriche)            | Anna Stöhr (2)     | Yulia Abramchuk            | Angelica Lind   |
| 2 mai      | La Réunion (France)        | Anna Stöhr (3)     | Akiyo Noguchi              | Yulia Abramchuk |
| 30 mai     | Grindelwald (Suisse)       | Anna Stöhr (4)     | Charlotte Durif            | Akiyo Noguchi   |
| 6 juin     | Vail (États-Unis)          | Alex Johnson       | Katharina Saurwein         | Anna Stöhr      |
| 13 juin    | Fiera di Primiero (Italie) | Anna Stöhr (5)     | Katja Vidmar               | Yulia Abramchuk |
| 4 juillet  | Montauban (France)         | Akiyo Noguchi      | Yulia Abramchuk            | Natalija Gros   |
| 31 octobre | Moscou (Russie)            | Katharina Saurwein | Natalija Gros Katja Vidmar | -               |

### Vitesse

#### Hommes
| Étapes       | Lieu               | Or                          | Argent                 | Bronze            |
| ------------ | ------------------ | --------------------------- | ---------------------- | ----------------- |
| 27 avril     | Trente (Italie)    | Evgenii Vaitsekhovskii (10) | Sergei Sinitcyn        | Manuel Escobar    |
| 27 juin      | Qinghai (Chine)    | QiXin Zhong                 | Xiaojie Chen           | Guangpu Li        |
| 12 juillet   | Chamonix (France)  | QiXin Zhong (2)             | Ning Zhang             | Maksym Osipov     |
| 19 juillet   | Val Daone (Italie) | Lukasz Swirk                | Evgenii Vaitsekhovskii | Maksym Styenkovyy |
| 26 septembre | Puurs (Belgique)   | Leonel De Las Salas         | Evgenii Vaitsekhovskii | Maksym Styenkovyy |
| 31 octobre   | Moscou (Russie)    | Evgenii Vaitsekhovskii (11) | Manuel Escobar         | Valeriy Vorobyev  |

#### Femmes
| Étapes       | Lieu               | Or                     | Argent             | Bronze           |
| ------------ | ------------------ | ---------------------- | ------------------ | ---------------- |
| 27 avril     | Trente (Italie)    | Lucelia Blanco         | Edyta Ropek        | Olena Ryepko     |
| 27 juin      | Qinghai (Chine)    | Chunhua Li             | Cuifang He         | CuiLian He       |
| 12 juillet   | Chamonix (France)  | Cuifang He             | Chunhua Li         | CuiLian He       |
| 19 juillet   | Val Daone (Italie) | Edyta Ropek (2)        | Svitlana Tuzhylina | Valentina Yurina |
| 26 septembre | Puurs (Belgique)   | Svitlana Tuzhylina (3) | Anna Stenkovaya    | Olena Ryepko     |
| 31 octobre   | Moscou (Russie)    | Olena Ryepko (11)      | Edyta Ropek        | Lucelia Blanco   |

## Classements

### Général
| Rang      | Nom                    | Points |
| --------- | ---------------------- | ------ |
| Vainqueur | David Lama             | 522    |
| 2e        | Jorg Verhoeven         | 489    |
| 3e        | Tomáš Mrázek           | 383    |
| 4e        | Dimitrii Sharafutdinov | 378    |
| 5e        | Klemen Becan           | 375    |
| 6e        | Sean McColl            | 343    |
| 7e        | Manuel Escobar         | 258    |
| 8e        | Cédric Lachat          | 242    |
| 9e        | Lucas Preti            | 212    |
| 10e       | Jonas Baumann          | 172    |

| Rang      | Nom                | Points |
| --------- | ------------------ | ------ |
| Vainqueur | Akiyo Noguchi      | 587    |
| 2e        | Johanna Ernst      | 507    |
| 3e        | Natalija Gros      | 506    |
| 4e        | Katharina Saurwein | 373    |
| 5e        | Chunhua Li         | 336    |
| 6e        | Olga Shalagina     | 322    |
| 7e        | Charlotte Durif    | 320    |
| 8e        | Lucelia Blanco     | 279    |
| 9e        | Alexandra Eyer     | 254    |
| 10e       | Yana Chereshneva   | 250    |

### Difficulté
| Place | Grimpeur                 | Étape de coupe du monde | Étape de coupe du monde | Étape de coupe du monde | Étape de coupe du monde | Étape de coupe du monde | Étape de coupe du monde | Total de points |
| Place | Grimpeur                 | [ 3 ]                   | [ 4 ]                   | [ 5 ]                   | [ 6 ]                   | [ 7 ]                   | [ 8 ]                   | Total de points |
| ----- | ------------------------ | ----------------------- | ----------------------- | ----------------------- | ----------------------- | ----------------------- | ----------------------- | --------------- |
| 1er   | Jorg Verhoeven           | 40 (8e)                 | 100 (1er)               | 80 (2e)                 | 55 (4e)                 | 65 (3e)                 | 80 (2e)                 | 380             |
| 2e    | Tomáš Mrázek             | 100 (1er)               | 53 (4e)                 | 65 (3e)                 | 49 (5e)                 | 80 (2e)                 | 55 (4e)                 | 355             |
| 3e    | Ramón Julián Puigblanque | 43 (7e)                 | 47 (6e)                 | 51 (5e)                 | 80 (2e)                 | 100 (1er)               | 22 (15e)                | 321             |
| 4e    | Patxi Usobiaga           | 55 (4e)                 | 26 (13e)                | 100 (1er)               | 8 (22e)                 | 40 (8e)                 | 65 (3e)                 | 286             |
| 5e    | Sachi Amma               | 65 (3e)                 | 80 (2e)                 | 55 (4e)                 | 25 (13e)                | 0 (59e)                 | 40 (8e)                 | 266             |
| 5e    | Klemen Becan             | -                       | 65 (3e)                 | 17 (17e)                | 40 (8e)                 | 43 (7e)                 | 100 (1er)               | 266             |
| 7e    | Jakob Schubert           | 80 (2e)                 | 40 (8e)                 | 0 (36e)                 | 43 (7e)                 | 35 (9e)                 | 51 (5e)                 | 251             |
| 8e    | Cédric Lachat            | -                       | 11 (20e)                | 37 (9e)                 | 49 (5e)                 | 55 (4e)                 | 47 (6e)                 | 202             |
| 9e    | Sean McColl              | -                       | 34 (10e)                | 43 (7e)                 | 65 (3e)                 | 47 (6e)                 | -                       | 189             |
| 10e   | Magnus Mitboe            | 47 (6e)                 | 43 (7e)                 | 32 (10e)                | 25 (13e)                | 35 (9e)                 | 24 (14e)                | 187             |

| - Vainqueur - 2e place - 3e place | - Finaliste - Demi-finaliste - Classé, dans les points | - Classé, hors des points - Disqualifié (Dq.) - N'a pas participé ( - ) |

| Place | Grimpeur            | Étape de coupe du monde | Étape de coupe du monde | Étape de coupe du monde | Étape de coupe du monde | Étape de coupe du monde | Étape de coupe du monde | Total de points |
| Place | Grimpeur            | [ 9 ]                   | [ 10 ]                  | [ 11 ]                  | [ 12 ]                  | [ 13 ]                  | [ 14 ]                  | Total de points |
| ----- | ------------------- | ----------------------- | ----------------------- | ----------------------- | ----------------------- | ----------------------- | ----------------------- | --------------- |
| 1re   | Johanna Ernst       | 100 (1re)               | 100 (1re)               | 80 (2e)                 | 80 (2e)                 | 65 (3e)                 | 100 (1re)               | 460             |
| 2e    | Maja Widmar         | -                       | -                       | 100 (1re)               | 65 (3e)                 | 100 (1re)               | 80 (2e)                 | 345             |
| 3e    | Mina Markovic       | 40 (8e)                 | 65 (3e)                 | 25 (13e)                | 100 (1re)               | 80 (2e)                 | 40 (8e)                 | 325             |
| 4e    | Caroline Ciavaldini | 18 (17e)                | 55 (4e)                 | 43 (7e)                 | 55 (4e)                 | 55 (4e)                 | 55 (4e)                 | 263             |
| 5e    | Charlotte Durif     | 65 (3e)                 | 51 (5e)                 | 55 (4e)                 | 22 (15e)                | 14 (19e)                | 47 (6e)                 | 240             |
| 5e    | Akiyo Noguchi       | -                       | 25 (13e)                | 51 (5e)                 | 47 (6e)                 | 51 (5e)                 | 65 (3e)                 | 240             |
| 7e    | Natalija Gros       | 80 (2e)                 | 32 (9e)                 | 37 (9e)                 | 26 (13e)                | 32 (10e)                | 51 (5e)                 | 239             |
| 8e    | Olga Shalagina      | -                       | 47 (6e)                 | 65 (3e)                 | 40 (8e)                 | 47 (6e)                 | 34 (10e)                | 233             |
| 9e    | Yana Chereshneva    | 55 (4e)                 | 32 (9e)                 | 16 (18e)                | 32 (10e)                | 26 (13e)                | 43 (7e)                 | 195             |
| 10e   | Alexandra Eyer      | 51 (5e)                 | 32 (9e)                 | 34 (10e)                | 37 (9e)                 | 24 (14e)                | 19 (16e)                | 183             |

| - Vainqueur - 2e place - 3e place | - Finaliste - Demi-finaliste - Classé, dans les points | - Classé, hors des points - Disqualifié (Dq.) - N'a pas participé ( - ) |

### Bloc
| Place | Grimpeur              | Étape de coupe du monde | Étape de coupe du monde | Étape de coupe du monde | Étape de coupe du monde | Étape de coupe du monde | Étape de coupe du monde | Étape de coupe du monde | Total de points |
| Place | Grimpeur              | [ 15 ]                  | [ 16 ]                  | [ 17 ]                  | [ 18 ]                  | [ 19 ]                  | [ 20 ]                  | [ 21 ]                  | Total de points |
| ----- | --------------------- | ----------------------- | ----------------------- | ----------------------- | ----------------------- | ----------------------- | ----------------------- | ----------------------- | --------------- |
| 1er   | Kilian Fischhuber     | 100 (1er)               | 80 (2e)                 | 80 (2e)                 | 100 (1er)               | 80 (2e)                 | 43 (7e)                 | 80 (2e)                 | 520             |
| 2e    | David Lama            | 8 (23e)                 | 100 (1er)               | 65 (3e)                 | 37 (9e)                 | 100 (1er)               | 65 (3e)                 | -                       | 375             |
| 3e    | Dimitri Sharafutdinov | 80 (2e)                 | -                       | 100 (1er)               | -                       | -                       | 100 (1er)               | 55 (4e)                 | 335             |
| 4e    | Gabriele Moroni       | 47 (6e)                 | 43 (7e)                 | 55 (4e)                 | 80 (2e)                 | 55 (4e)                 | 47 (6e)                 | 34 (10e)                | 327             |
| 5e    | Rustam Gelmanov       | 40 (8e)                 | -                       | 34 (10e)                | -                       | 51 (5e)                 | 80 (2e)                 | 100 (1er)               | 305             |
| 6e    | Gérôme Pouvreau       | 4 (27e)                 | 55 (4e)                 | 31 (11e)                | 55 (4e)                 | 0 (37e)                 | 40 (8e)                 | -                       | 185             |
| 7e    | Tsukuru Hori          | 0 (42e)                 | -                       | 22 (15e)                | -                       | 47 (6e)                 | 51 (5e)                 | 37 (9e)                 | 157             |
| 8e    | Jonas Baumann         | 0 (31e)                 | 24 (14e)                | 0 (37e)                 | 10 (21e)                | 43 (7e)                 | 26 (13e)                | 51 (5e)                 | 154             |
| 8e    | Sean McColl           | -                       | -                       | -                       | 34 (10e)                | 65 (3e)                 | 55 (4e)                 | -                       | 154             |
| 10e   | Ludovic Laurence      | 37 (9e)                 | 37 (9e)                 | 37 (9e)                 | 4 (26e)                 | 7 (24e)                 | 18 (17e)                | 9 (22e)                 | 145             |

| - Vainqueur - 2e place - 3e place | - Finaliste - Demi-finaliste - Classé, dans les points | - Classé, hors des points - Disqualifié (Dq.) - N'a pas participé ( - ) |

| Place | Grimpeur            | Étape de coupe du monde | Étape de coupe du monde | Étape de coupe du monde | Étape de coupe du monde | Étape de coupe du monde | Étape de coupe du monde | Étape de coupe du monde | Total de points |
| Place | Grimpeur            | [ 22 ]                  | [ 23 ]                  | [ 24 ]                  | [ 25 ]                  | [ 26 ]                  | [ 27 ]                  | [ 28 ]                  | Total de points |
| ----- | ------------------- | ----------------------- | ----------------------- | ----------------------- | ----------------------- | ----------------------- | ----------------------- | ----------------------- | --------------- |
| 1re   | Anna Stöhr          | 100 (1re)               | 100 (1re)               | 100 (1re)               | 65 (3e)                 | 100 (1re)               | 40 (8e)                 | 43 (7e)                 | 508             |
| 2e    | Akiyo Noguchi       | 55 (4e)                 | 80 (2e)                 | 65 (3e)                 | -                       | 34 (10e)                | 100 (1re)               | 47 (6e)                 | 381             |
| 3e    | Yulia Abramchuk     | 80 (2e)                 | 65 (3e)                 | 37 (9e)                 | -                       | 65 (3e)                 | 80 (2e)                 | 51 (5e)                 | 378             |
| 4e    | Katharina Saurwein  | 28 (12e)                | 40 (8e)                 | 7 (23e)                 | 80 (2e)                 | 37 (9e)                 | 51 (5e)                 | 100 (1re)               | 336             |
| 5e    | Natalija Gros       | 51 (5e)                 | -                       | 16 (18e)                | 43 (7e)                 | 28 (12e)                | 65 (3e)                 | 80 (2e)                 | 283             |
| 6e    | Katja Vidmar        | 40 (8e)                 | -                       | 14 (19e)                | 31 (11e)                | 80 (2e)                 | 31 (11e)                | 65 (3e)                 | 276             |
| 7e    | Angelica Lind       | 65 (3e)                 | 20 (16e)                | 51 (5e)                 | 16 (18e)                | 24 (14e)                | 55 (4e)                 | 31 (11e)                | 246             |
| 8e    | Chloé Graftiaux     | 14 (19e)                | 28 (12e)                | 31 (11e)                | 40 (8e)                 | 31 (11e)                | 18 (17e)                | 37 (9e)                 | 185             |
| 9e    | Cécile Avezou       | 37 (9e)                 | 31 (11e)                | 24 (14e)                | 22 (15e)                | 43 (7e)                 | 12 (20e)                | -                       | 169             |
| 10e   | Anne-Laure Chevrier | 18 (17e)                | 37 (9e)                 | 43 (7e)                 | 14 (19e)                | 47 (6e)                 | 9 (22e)                 | -                       | 168             |

| - Vainqueur - 2e place - 3e place | - Finaliste - Demi-finaliste - Classé, dans les points | - Classé, hors des points - Disqualifié (Dq.) - N'a pas participé ( - ) |

### Vitesse
| Place | Grimpeur               | Étape de coupe du monde | Étape de coupe du monde | Étape de coupe du monde | Étape de coupe du monde | Étape de coupe du monde | Étape de coupe du monde | Total de points |
| Place | Grimpeur               | [ 29 ]                  | [ 30 ]                  | [ 31 ]                  | [ 32 ]                  | [ 33 ]                  | [ 34 ]                  | Total de points |
| ----- | ---------------------- | ----------------------- | ----------------------- | ----------------------- | ----------------------- | ----------------------- | ----------------------- | --------------- |
| 1er   | Evgenii Vaitcekhovskii | 100 (1er)               | 51 (5e)                 | 40 (8e)                 | 20 (2e)                 | 80 (2e)                 | 100 (1er)               | 411             |
| 2e    | Sergei Sinitcyn        | 80 (2e)                 | 43 (7e)                 | 51 (5e)                 | 55 (4e)                 | 51 (5e)                 | 40 (8e)                 | 280             |
| 3e    | Qixin Zhong            | -                       | 100 (1er)               | 100 (1er)               | 26 (13e)                | 47 (6e)                 | -                       | 273             |
| 4e    | Maksym Styenkovyy      | 55 (4e)                 | 37 (9e)                 | 43 (7e)                 | 65 (3e)                 | 65 (3e)                 | 34 (10e)                | 265             |
| 5e    | Manuel Escobar         | 65 (3e)                 | -                       | 20 (16e)                | 43 (7e)                 | 40 (8e)                 | 80 (2e)                 | 248             |
| 6e    | Maksym Osipov          | 47 (6e)                 | 34 (10e)                | 65 (3e)                 | 47 (6e)                 | 43 (7e)                 | 16 (18e)                | 236             |
| 7e    | Leonel De Las Salas    | 51 (5e)                 | -                       | 16 (18e)                | 28 (12e)                | 100 (1er)               | 10 (21e)                | 205             |
| 8e    | Lukasz Swirk           | 18 (17e)                | -                       | 28 (12e)                | 100 (1er)               | 37 (9e)                 | 20 (16e)                | 203             |
| 9e    | Alexander Peshekhonov  | 28 (12e)                | -                       | 18 (17e)                | 40 (8e)                 | 55 (4e)                 | 47 (6e)                 | 188             |
| 10e   | Alexander Kosterin     | 37 (9e)                 | -                       | 55 (4e)                 | 31 (11e)                | -                       | 51 (5e)                 | 174             |

| - Vainqueur - 2e place - 3e place | - Finaliste - Demi-finaliste - Classé, dans les points | - Classé, hors des points - Disqualifié (Dq.) - N'a pas participé ( - ) |

| Place | Grimpeur           | Étape de coupe du monde | Étape de coupe du monde | Étape de coupe du monde | Étape de coupe du monde | Étape de coupe du monde | Étape de coupe du monde | Total de points |
| Place | Grimpeur           | [ 35 ]                  | [ 36 ]                  | [ 37 ]                  | [ 38 ]                  | [ 39 ]                  | [ 40 ]                  | Total de points |
| ----- | ------------------ | ----------------------- | ----------------------- | ----------------------- | ----------------------- | ----------------------- | ----------------------- | --------------- |
| 1re   | Edyta Ropek        | 80 (2e)                 | 51 (5e)                 | 40 (8e)                 | 100 (1re)               | 55 (4e)                 | 80 (2e)                 | 366             |
| 2e    | Olena Ryepko       | 65 (3e)                 | 37 (9e)                 | 47 (6e)                 | 55 (4e)                 | 65 (3e)                 | 100 (1re)               | 332             |
| 3e    | Svitlana Tuzhylina | 37 (9e)                 | 34 (10e)                | 55 (4e)                 | 80 (2e)                 | 100 (1re)               | 55 (4e)                 | 327             |
| 4e    | Chunhua Li         | -                       | 100 (1re)               | 80 (2e)                 | 43 (7e)                 | 43 (7e)                 | 51 (5e)                 | 317             |
| 5e    | Lucelia Blanco     | 100 (1re)               | -                       | 37 (9e)                 | 22 (15e)                | 51 (5e)                 | 65 (3e)                 | 275             |
| 6e    | Anna Stenkovaya    | 40 (8e)                 | 40 (8e)                 | 43 (7e)                 | 47 (6e)                 | 80 (2e)                 | 47 (6e)                 | 257             |
| 7e    | Cuifang He         | -                       | 80 (2e)                 | 100 (1re)               | 37 (9e)                 | 31 (11e)                | -                       | 248             |
| 8e    | Valentina Yurina   | 55 (4e)                 | -                       | 18 (17e)                | 65 (3e)                 | 47 (6e)                 | 40 (8e)                 | 225             |
| 9e    | Olga Bezhko        | 47 (6e)                 | -                       | 34 (10e)                | 51 (5e)                 | 37 (9e)                 | 43 (7e)                 | 212             |
| 10e   | Olga Morozkina     | 31 (11e)                | 47 (6e)                 | 31 (11e)                | 40 (8e)                 | 40 (8e)                 | 28 (12e)                | 189             |

| - Vainqueur - 2e place - 3e place | - Finaliste - Demi-finaliste - Classé, dans les points | - Classé, hors des points - Disqualifié (Dq.) - N'a pas participé ( - ) |